# Kartäusermühle (Erfurt)

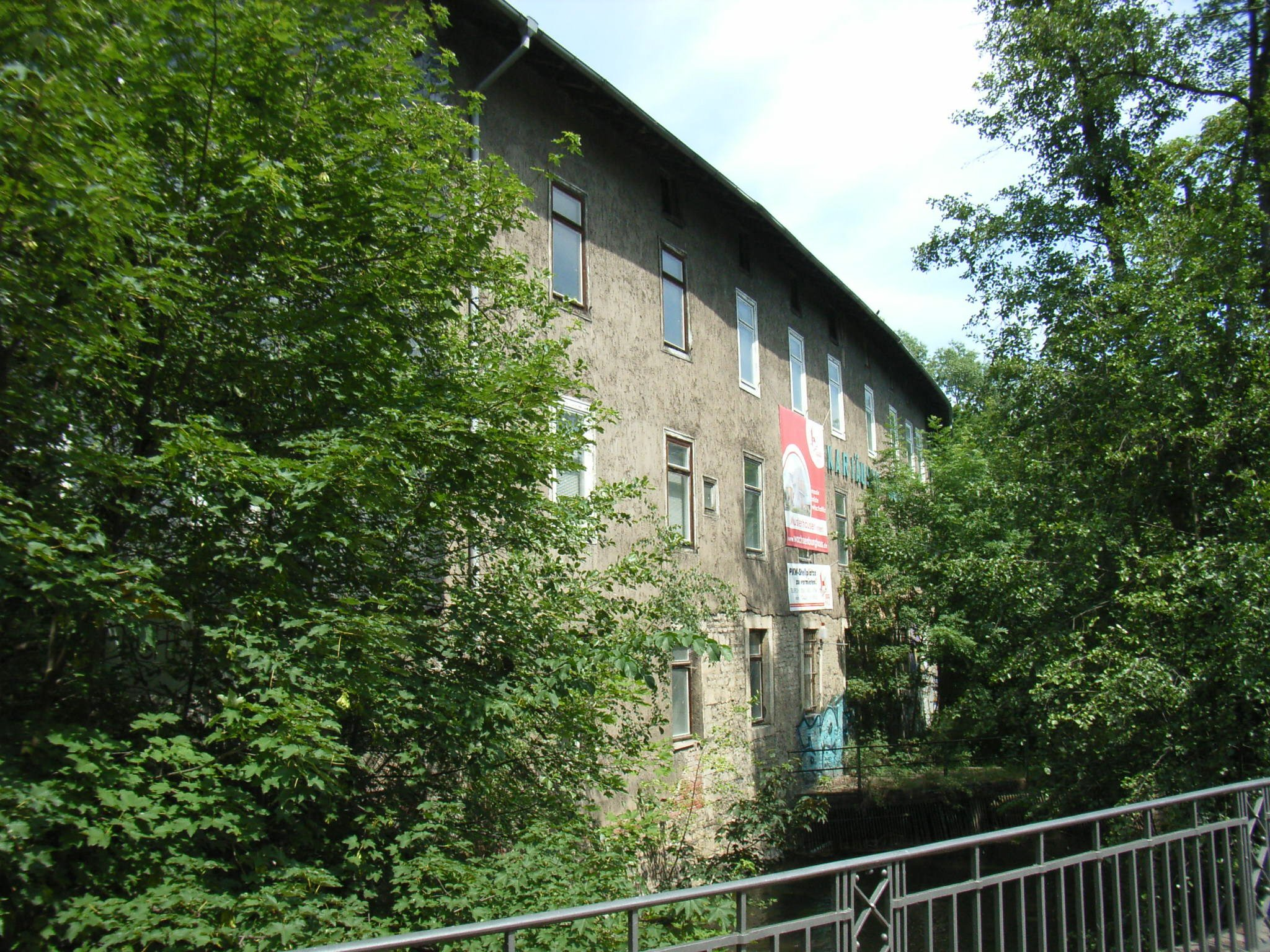
Kartäusermühle (2006), rechts unten ist noch der Wassereinlauf erkennbar.

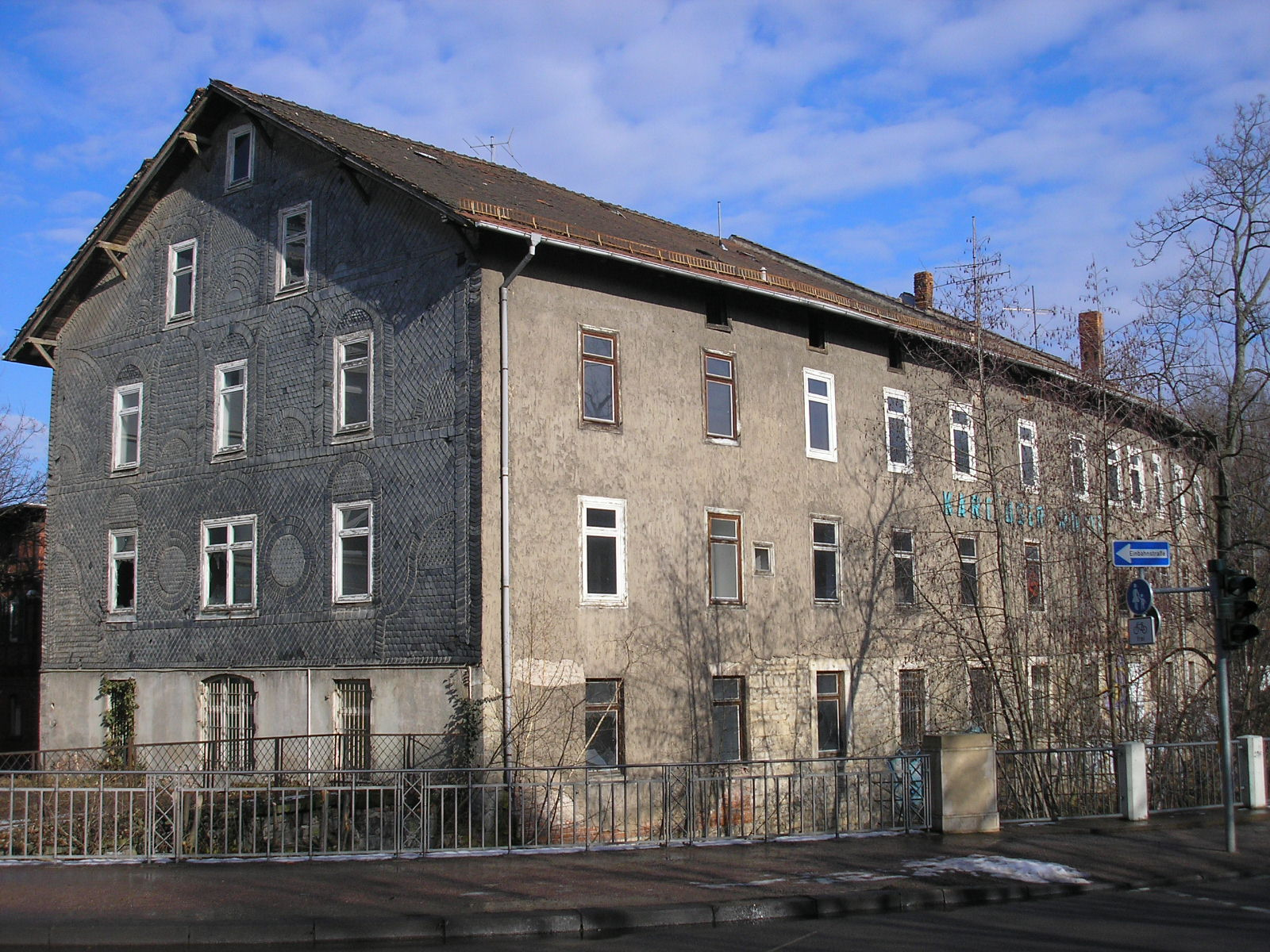
Kartäusermühle (2008)

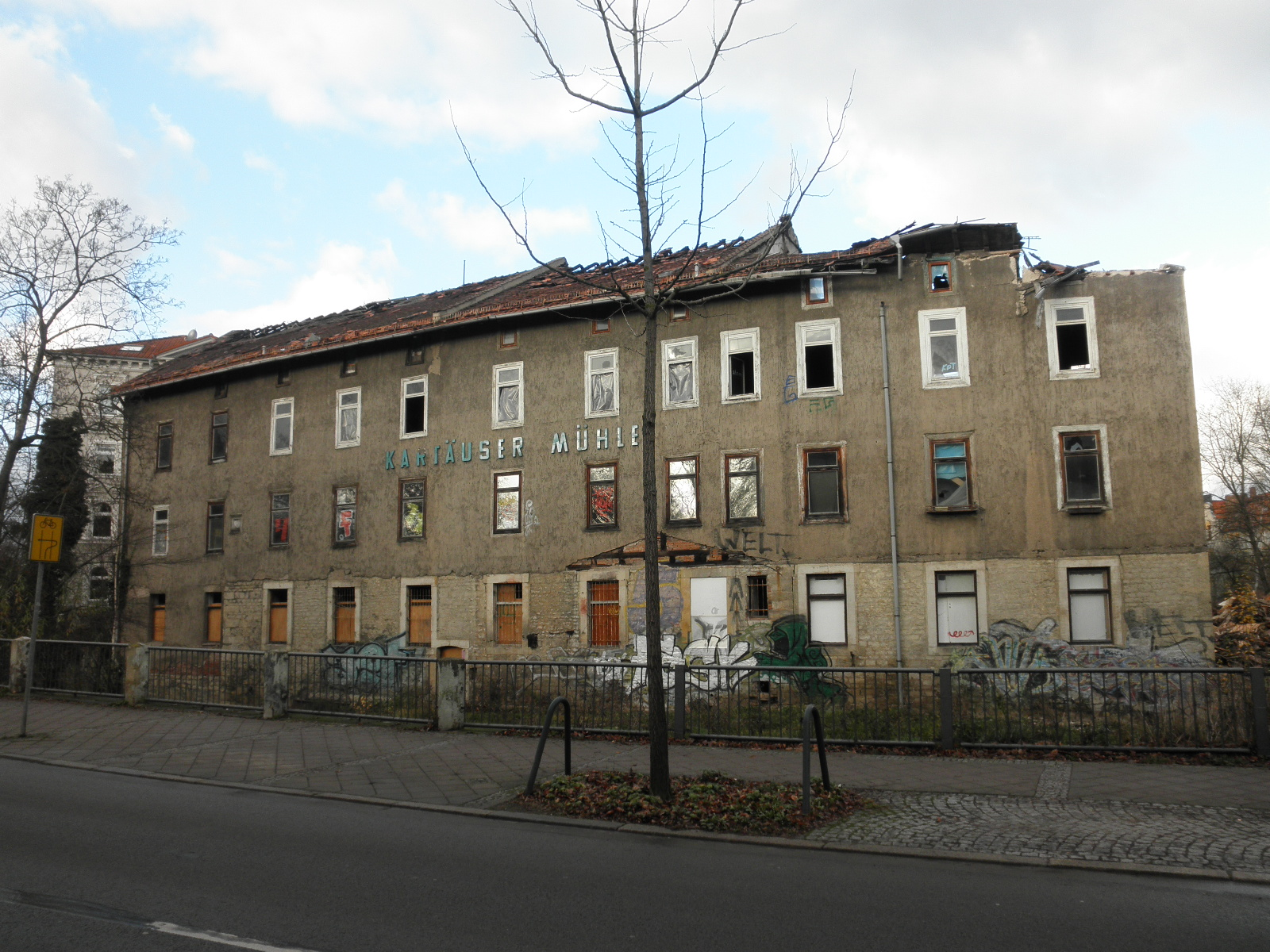
Abriss der Kartäusermühle 2015

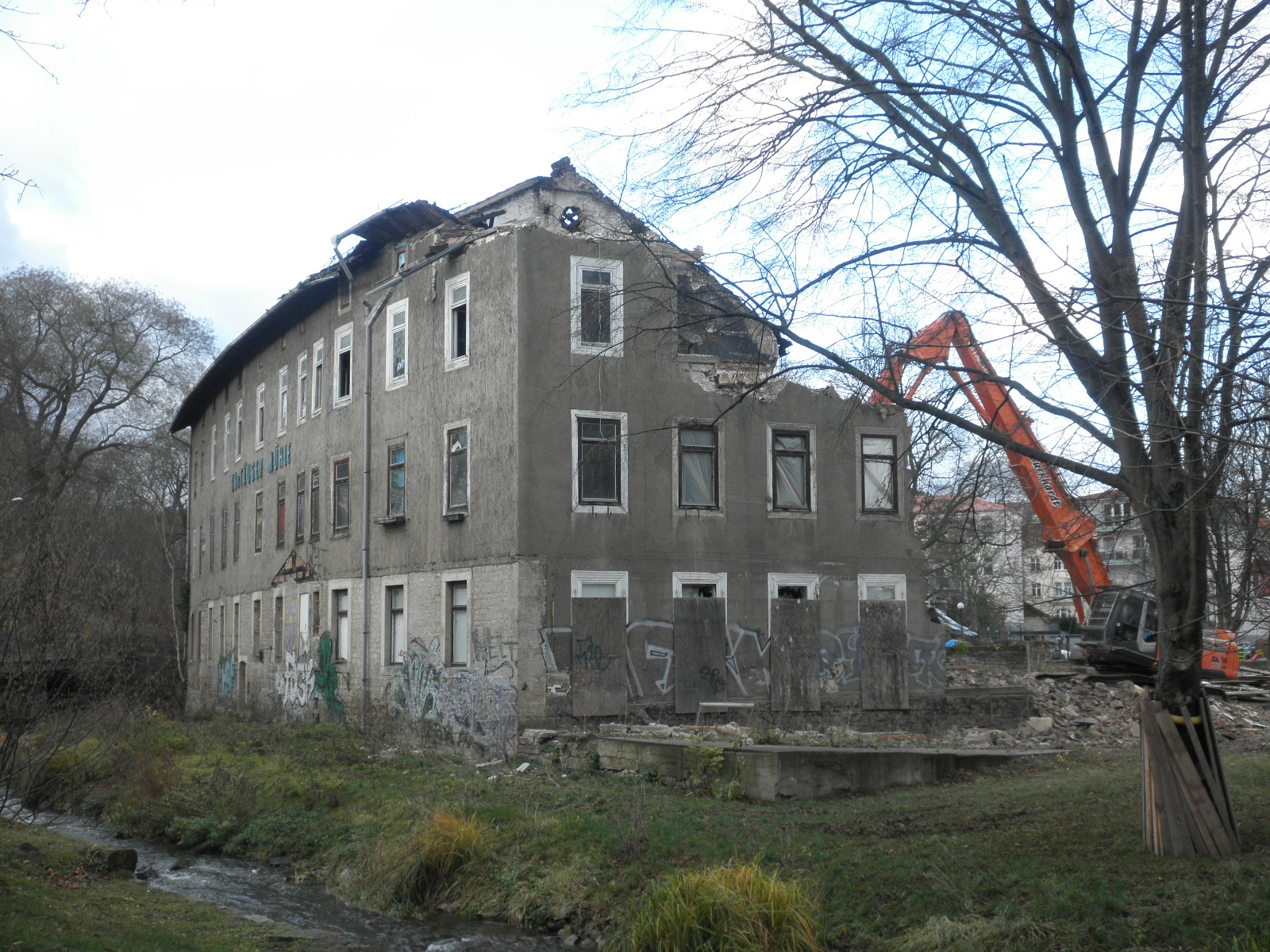
Abriss der Kartäusermühle 2015

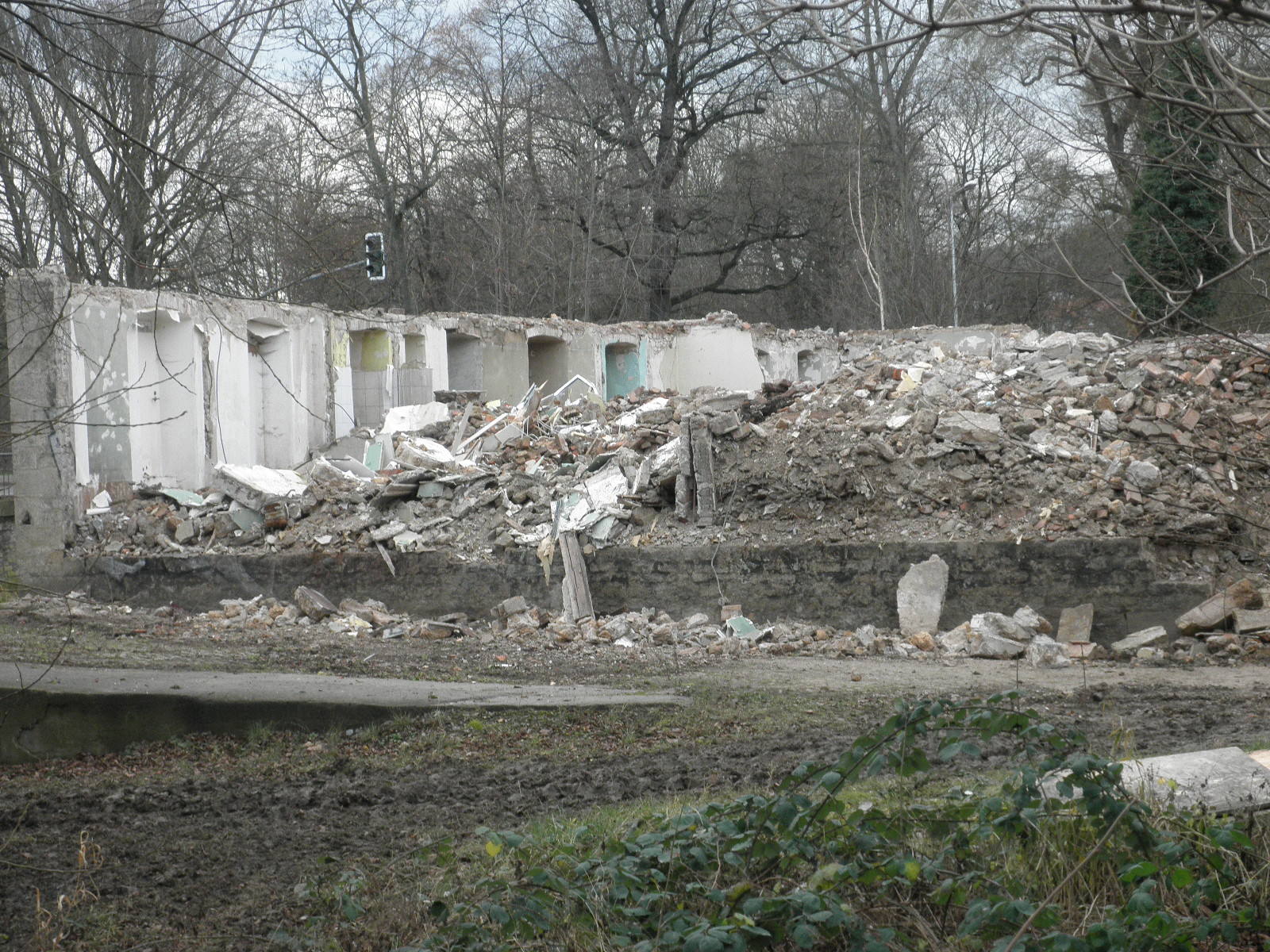
Abriss der Kartäusermühle 2015

Die Kartäusermühle war eine vom Wasser der Gera betriebene Ölmühle in der Straße des Friedens 22 in Erfurt. Der bereits im Mittelalter an dieser Stelle begonnene Mühlenbetrieb wurde 1935 eingestellt, zu DDR-Zeiten war sie Sitz der PGH Elektrohandwerk Licht und Kraft Erfurt. Das denkmalgeschützte, aus dem Jahre 1873 stammenden Gebäude wurde im Dezember 2015 abgerissen.

## Lage
Die Kartäusermühle lag am Walkstrom, einem der drei heute die Stadt Erfurt durchfließenden Flussarme der Gera. Weiter nach Südwesten schließt sich im ursprünglichen Sumpfbereich der im 15. Jahrhundert urbar gemachte und seit dem 17. Jahrhundert zu einem ländlichen Lustgarten umgebaute Dreienbrunnenpark an, in dem sich die Gera in ihre drei Arme Bergstrom, Walkstrom und den im 19. Jahrhundert angelegten Flutgraben teilt. Nordwestlich davon schließen sich die Hügel der früheren Zitadelle Cyriaksburg, des heutigen Geländes der Erfurter Gartenbauausstellung, an, während sich weiter südlich der Steigerwald etwa 100 Meter über das Tal der Gera erhebt.

## Geschichte
Die erste Mühle am Abzweig der Hirschlache vom Walkstrom, eines im frühen 12. Jahrhundert künstlich angelegten Kanals, ist bereits im Jahr 1291 nachweisbar. Die Hirschlache wurde im 19. Jahrhundert verrohrt und verschwand mit dem Bau des Juri-Gagarin-Rings.
Im Jahr 1434 wurde die Mühle von Gottschalk Paradies, Mönch im nahe gelegenen Kartäuserkloster, erworben, weshalb die Mühle auch teilweise Paradiesmühle genannt wurde. Im Verlauf der Jahrhunderte entstanden an dieser Stelle immer wieder neue Gebäude, man geht davon aus, dass es zum heutigen Gebäude mindestens drei Vorgängerbauten gab. Um 1800 verkaufte das verarmte Kloster die Mühle in Privatbesitz.
1826 wurde eine „Bezifferung der Grundstücke“ der Stadt Erfurt eingeführt. Dabei wurde die Kartäusermühle die Nr. 1 von damals 3050 Grundstücken. Diese Zählung gilt heute allerdings nicht mehr.
Die bis 2015 vorzufindenden Gebäude wurden 1873 nach einem Großbrand 1872 komplett neu errichtet. Es entstand eine moderne Industriemühle mit 40 Metern Länge, 3 Vollgeschossen und ausgebautem Dachgeschoss. Dabei wurde neben der eigentlichen Mühle auch eine Raffinerie eingerichtet, um das gewonnene Rohöl vor Ort gleich weiterzuverarbeiten.
Mit dem Aufkommen der Elektrizität und entsprechender, billig und ganzjährig vom Wasserlauf unabhängiger elektrischer Antriebe wurde der Betrieb der Mühle im beginnenden 20. Jahrhundert zunehmend unrentabel. Schließlich musste sie 1935 ihren Betrieb einstellen. Letzter Mühlenbesitzer war ab 1926 Otto Filß, der auch die „Heilige-Grabes-Mühle“ bewirtschaftete. Die noch verbliebenen Mühlsteine verschwanden um 1950.
Im großräumigen Mühlengebäude wohnten ab 1919 mehrere Familien, darunter der Maler und Graphiker Alfred Hanf. Er richtete sich hier auch seine Druckwerkstatt ein. Hier entwarf er unter anderem seine bekannten Notgeldscheine für Erfurt, für die Inflationszeit von 1919 bis 1923.
Im Zweiten Weltkrieg diente das Hauptgebäude auch als Lazarett. Später zog in die Gebäude die PGH Elektrohandwerk Licht und Kraft Erfurt ein, die sich nach der Wende auflöste. Seit 1992 standen die Gebäude leer.
Im Jahr 2006 wurde die Liegenschaft von einer Architektur- und Bauprojektgesellschaft erworben, um sie bis 2013 zu einem Wohn- und Geschäftsobjekt umzubauen. Das Mühlengebäude war inzwischen unter Denkmalschutz gestellt worden. Am 20. Juni 2011 kam es zu einem Brand im Gebäude, der jedoch nach einer Stunde gelöscht werden konnte.
Am 25. Oktober 2011 wurde bekannt, dass der Eigentümer die Mühlengebäude gegen den Willen der zuständigen Denkmalbehörden abreißen und durch Neubauten ersetzen möchte. Die Stadt Erfurt als Untere Denkmalschutzbehörde versagte den Abbruch auf Grundlage einer Stellungnahme des Landesamts für Denkmalpflege und Archäologie. Nach Widerspruch des Investors wurde im Herbst 2014 die Untere Denkmalschutzbehörde vom Thüringer Landesverwaltungsamt als Obere Denkmalschutzbehörde dennoch verpflichtet, den Abbruch zu genehmigen.
Die Kartäusermühle war früher (wie alte Fotos zeigen) ein hell gestrichenes, freundlich wirkendes Haus, mit der großen Aufschrift „Karthäuser Mühle“ in Fraktur.  In den letzten Jahrzehnten stellte sie sich mit grauem Putz, großflächig beschmiert und zunehmend verwahrlost wirkend dar.
Es gab illegale Bewohner im Haus, von deren Anwesenheit auch umfangreiche Graffiti an den Innenwänden zeugten. Am 5. April 2015 wurde das Gebäude durch einen Dachbrand stark beschädigt, danach nicht durch ein Notdach gesichert. Im Dezember 2015 wurde es unter Einsatz schwerer Technik abgerissen.
Harte Kalkbruchsteine des Erdgeschossmauerwerks wurden der Zitadelle Petersberg für deren Mauersanierung „kostenlos zur Verfügung gestellt“.